# Taguig

Bản đồ vùng thủ đô Manila với vị trí của Taguig

Taguig (tiếng Philippines: Lungsod ng Taguig) là một thành phố trực thuộc vùng đô thị Manila. Vốn là một làng chài nhỏ bé bên vịnh Laguna trong quá khứ, ngày nay nó đã là một thành phố hiện đại, một khu công nghiệp và cư trú quan trọng của vùng thủ đô Manila. Taguig có 28 phường. Khu Fort Bonifacio ở Taguig vốn là một căn cứ quân sự của Hoa Kỳ sau chuyển thành nơi đóng quân của bộ tư lệnh quân đội Philippines, hiện là một khu đô thị mới và khu thương mại sầm uất. Taguig được công nhận là thành phố từ năm 2004, là đô thị loại 1 của Philippines, rộng 47,88 km² và có 467.375 dân.

## Phường
| - Bagong Tanyag - Bagumbayan - Bambang - Calzada - Central Bicutan - Central Signal - Fort Bonifacio - Hagonoy - Ibayo-Tipas - Katuparan - Ligid-Tipas - Lower Bicutan - Maharlika Village - Napindan | - New Lower Bicutan - North Daang Hari - North Signal - Palingon - Pinagsama - San Miguel - Santa Ana - South Daang Hari - South Signal - Tuktukan - Upper Bicutan - Ususan - Wawa - Western Bicutan |